# David Attwell
David Attwell FRS (1953) é um neurocientista britânico, Professor da Cátedra Jodrell de Fisiologia da University College London.

## Vida
David Ian Attwell estudou física e fisiologia no Magdalen College, Oxford, obtendo um PhD em neorociências, orientado por Julian Jack. Estudou na Universidade da Califórnia em Berkeley, discípulo de Frank Werblin.